# Truant Officer Donald
Truant Officer Donald (Donald, oficial de disciplina Hispanoamérica; Donald agente antinovillos en España) es un cortometraje animado producido en Technicolor por Walt Disney Productions y estrenado en los cines el 1 de agosto de 1941 por RKO Radio Pictures. La historia presenta al Pato Donald trabajando como un oficial de ausencias y asegurándose de que Huey, Dewey y Louie vayan a la escuela. La película fue dirigida por Jack King mientras Clarence Nash proporcionaba las voces de Donald y sus sobrinos. 

## Trama
Huey, Dewey y Louie están nadando en el lago. Pero están siendo observados por el Oficial de faltas el Pato Donald, ya que él cree que están faltando a la escuela para divertirse en el lago. 
Captura a los sobrinos y los conduce a la escuela en su furgoneta de oficiales de ausencias. Mientras habla de la importancia de una buena educación, los chicos sacan sus navajas de bolsillo, y se las arreglan para salir de la furgoneta y salir corriendo. Donald se da cuenta de que la parte trasera de su camioneta ha desaparecido y persigue a los chicos hasta su casa club. 
Donald intenta muchas maneras de entrar, pero cada intento falla miserablemente. Intenta subir la casa de sus sobrinos a su camioneta usando un gato, pero los chicos logran que la casa vuelva a caer sobre Donald. Hace un túnel y decide, como último recurso, hacer salir a los chicos con humo. Mientras tanto, dentro de la casa, los chicos cocinan tres pollos sobre el fuego cuando de repente notan que el humo entra a raudales. Deciden vencer a Donald en su propio juego poniendo los pollos en la cama y escapan por el techo. Donald se asoma para ver si su táctica ha funcionado, y se horroriza al ver los pollos en la cama. Donald está fuera de sí ya que cree que ha cocinado a los sobrinos vivos. Entonces, Huey se disfraza de ángel y es bajado por sus hermanos hasta la casa club. Se las arregla para patear a Donald en el trasero pero a la segunda patada se cae y su disfraz se deshace. Dándose cuenta de que ha sido engañado, Donald golpea con rabia al trío y los lleva a la escuela. 
Pero en un giro inesperado, tan pronto como llegan a la escuela, Donald se sorprende cuando se da cuenta de que la escuela está realmente cerrada por las vacaciones de verano, el letrero dice "AVISO ESCUELA CERRADA POR VACACIONES DE VERANO" al darse cuenta de que su intención de traer de vuelta a sus sobrinos la escuela no sirvió para nada. Como tal, los sobrinos miran a Donald con mucho enojo por lo que les hizo, y Donald literalmente se encoge de vergüenza por su error. 